# Wapen van Wanssum

Wapen van Wanssum

Het wapen van Wansum is het wapen van de heerlijkheid Wanssum, bestaande uit het verbasterde familiewapen van het geslacht De Cocq van Haeften dat officieus door de voormalige gemeente Wanssum in gebruik werd genomen. De beschrijving luidt: "In keel een paal van azuur, beladen met 4 schildjes van zilver, en een schildhoofd van goud."

## Geschiedenis
Wanssum was gelegen in het Land van Kessel totdat het gebied in 1673 als aparte heerlijkheid (een aantal keren) verkocht werd, aan respectievelijk de families van Schellart van Oppendorf, van Hatzfeld, van Lynden en Cocq van Haeften. Het familiewapen van laatstgenoemde werd in de gemeente Haaften in gebruik genomen. De schepenbank van Wanssum zegelde met een afbeelding van Sint Michaël. De gemeente had blijkens de aanvraag van 1816 met deze engel willen blijven zegelen, echter de heerlijkheid kreeg op 21 april 1819 een verbasterde versie van het familiewapen De Cocq van Haeften toegewezen. Twee palen op het schild en de barensteel in het schildhoofd ontbraken, het paalvair was vervangen door schildjes.
Een wettelijke verplichting voor zowel de aanvraag, als het voeren van een wapen bestaat er niet. In de praktijk komt dit bijna niet voor, een officieel door de Kroon verleend wapen wordt algemeen op prijs gesteld. Officieel voerde deze gemeente geen wapen (niet geregistreerd bij de Hoge Raad van Adel als dusdanig) wel werd het wapen van de voormalige heerlijkheid Wanssum in gebruik genomen door deze gemeente. In 1969 werd Wanssum samengevoegd bij de gemeente Meerlo-Wanssum. Het wapen van Wanssum werd gecorrigeerd (volgens de oorspronkelijke vorm) overgenomen als hartschild op het wapen van Meerlo-Wanssum.

## Verwant wapen

Wapen van Van Haeften (II)

Ambt Montfort
· Amby
· Amstenrade
· Arcen en Velden
· Baexem
· Beegden
· Beek
· Belfeld
· Bemelen
· Berg en Terblijt
· Bingelrade
· Bocholtz
· Borgharen
· Born
· Broekhuizen
· Broeksittard 
· Buggenum
· Bunde
· Cadier en Keer
· Echt 
· Eijsden
· Elsloo
· Eygelshoven
· Geleen
· Gennep
· Geulle
· Grathem
· Grevenbicht
· Gronsveld
· Grubbenvorst
· Gulpen 
· Haelen
· Heel
· Heel en Panheel
· Heer
· Helden
· Herten
· Heythuysen
· Hoensbroek
· Horn
· Horst
· Houthem
· Hulsberg
· Hunsel
· Itteren
· Jabeek
· Kessel
· Klimmen
· Limbricht
· Linne
· Maasbracht
· Maasbree
· Maasniel
· Margraten
· Meerlo
· Meerlo-Wanssum
· Meerssen
· Meijel
· Melick en Herkenbosch
· Merkelbeek
· Mheer
· Montfort
· Munstergeleen
· Neer
· Neeritter
· Nieuwenhagen
· Nieuwstadt
· Noorbeek
· Nuth
· Onderbanken
· Obbicht en Papenhoven
· Ohé en Laak
· Oirsbeek
· Ottersum
· Oud-Valkenburg
· Oud-Vroenhoven
· Posterholt
· Roggel
· Roggel en Neer
· Roosteren
· Schaesberg
· Schimmert
· Schinnen
· Schinveld
· Sevenum
· Simpelveld
· Sint Geertruid
· Sint Odiliënberg
· Sint Pieter
· Sittard
· Slenaken
· Spaubeek
· Stramproy
· Stevensweert
· Susteren
· Swalmen
· Tegelen
· Thorn
· Ubach over Worms
· Ulestraten
· Urmond
· Valkenburg
· Vlodrop
· Wanssum
· Wessem
· Wijlre
· Wijnandsrade
· Wittem
Aagtekerke
· Baak
· Bennebroek
· Blitterswijk
· Cadier
· Cleverskerke
· De Vuursche
· Dorenweerd
· Geersdijke
· Hemmen
· Hensbroek
· Hoogkerk, Leegkerk en Dorkwerd
· Kattendijke
· Kerkwijk
· Laag Nieuwkoop
· Lede en Oudewaard
· Lichtenberg
· Limmen
· Nederveen-Cappel
· Oostwaard
· Oostcapelle
· Poortvliet
· Sint Philipsland
· Verwolde
· Wanssum
· Westervoort
· Wisch
· Wiskerke
· Zaanen